# 秀茂坪山泥傾瀉意外
秀茂坪山泥傾瀉意外是指香港一宗於1976年8月25日發生於九龍東觀塘區秀茂坪的泥石流事故，意外共引致18人罹難。

## 事發經過
在六一八雨災慘遭山泥蹂躪的觀塘秀茂坪，這次再度遭逢泥石流的重擊。1976年8月25日上午約9時，在相距4年前塌山泥位置東北方只有200米外（即當時的秀茂坪下邨第9座，位置大約於今日的曉麗商場）後面一幅填土坡在雨中突然塌下，大量濕泥隨即湧入第9座最低數層民居及地面商舖，大批消防員、救護員、警員及記者趕到現場，數以百計的居民在旁圍觀，而當時的港督麥理浩爵士在收到消息後亦第一時間趕抵現場視察及聽取救援人員匯報。受塌泥影響最嚴重的包括第9座地面一間冰室、一間雜貨店及一間鐵器公司，其中雜貨店傷亡最嚴重。事發前，雜貨店東主鄭家五名僅得幾個月至7歲大的子女正在店後間成的居室，而東主兩夫婦則於店內工作，事發時山泥從店後居室湧至店內，鄭氏夫婦及時逃出，惟五名子女不幸被活埋喪生。今次意外，最後共證實有18人死亡，另24人受傷，災民人數有3,121名。

## 事件起因
事發前，熱帶風暴愛倫剛掠過香港，三號強風信號已除下15小時，但帶來自1889年及1926年以來最多雨水的2天（8月24日及25日，2天內共錄得511.6毫米雨量）；另外，當局懷疑沒有汲取4年前的秀茂坪嚴重塌泥教訓成立專門監管斜坡的部門，及沒有鞏固秀茂坪一帶的山坡，種種原因均可能導致今次於同一地點再次發生意外。

## 善後工作
事故後，社會福利署及商業電台於2周內共收到賑災善款17多萬。而政府邀請了6位國際專家調查慘劇成因，最後決定於翌年雨季來臨前完成斜坡補救工程，並將於1977年成立一個專門管制岩土、規管山邊發展、管制斜坡的設計建造及維修的法定機構──土力工程處，後合併至土木工程署，現再合併至土木工程拓展署。